# Być albo nie być (film 1983)
Być albo nie być (oryg. To Be or No to Be) – amerykańska komedia wojenna z 1983 roku w reżyserii Alana Johnsona będąca remake'em filmu Ernsta Lubitscha z 1942 roku.

## Opis fabuły
Warszawa w przeddzień wybuchu II wojny światowej. Frederick Bronski wraz z żoną Anną jest właścicielem teatru wodewilowego, w którym oboje też grają główne role. Wybucha wojna i wkrótce po wkroczeniu hitlerowców do Warszawy teatr zostaje zamknięty. Tymczasem do Warszawy przybywa z Wielkiej Brytanii z bardzo ważną tajną misją porucznik Sobinski. Zostaje on zrzucony na spadochronie i szybko musi się gdzieś ukryć. Przed wojną Sobinski był pilotem Wojska Polskiego i stacjonował w Warszawie. Zakochał się w Annie i przychodził na wszystkie spektakle z jej udziałem, a po jakimś czasie zaczął miewać z nią tajne schadzki za kulisami. Teraz musi szybko znaleźć schronienie, i w tym celu odnajduje Annę. Aby misja  porucznika się udała, do konspiracji trzeba też wciągnąć męża Anny. Ale ten jak dotąd nic nie wie o romansie Anny i porucznika. Wkrótce sytuacja jeszcze bardziej się komplikuje, gdyż do Warszawy przybywa sam Hitler. Pragnie on obejrzeć przedstawienie teatru Bronskiego, który specjalnie na tę okazję wznowił działalność…

## Główne role
- Mel Brooks – Frederick Bronski
- Anne Bancroft – Anna Bronski
- Tim Matheson – Porucznik Andre Sobinski
- Charles Durning – Pułkownik Erhardt, komendant Gestapo w Warszawie
- Christopher Lloyd – Kapitan Gestapo Schultz
- José Ferrer – Prof. Siletski
- Ronny Graham – Sondheim
- Estelle Reiner – Gruba
- Zale Kessler – Bieler
- Jack Riley – Dobish
- Lewis J. Stadlen – Lupinsky
- George Gaynes – Ravitch
- George Wyner – Ratkowski

## Nagrody i nominacje
Oscary za rok 1983
- Najlepszy aktor drugoplanowy – Charles Durning (nominacja)

Złote Globy 1983
- Najlepsza aktorka w komedii/musicalu – Anne Bancroft (nominacja)
- Najlepszy aktor drugoplanowy – Charles Durning (nominacja)